# سیدی ولد شیخ عبدالله
سیدی ولد شیخ عبدالله (سيدي محمد ولد الشيخ عبد الله؛ زادهٔ ۱۹۳۸ – درگذشته ۲۲ نوامبر ۲۰۲۰) یک سیاست‌مدار اهل موریتانی و رئیس جمهور هفتم جمهوری اسلامی موریتانی بود.
سیدی ولد شیخ عبدالله در ۲۲ نوامبر ۲۰۲۰، در سن ۸۲ سالگی بر اثر سکته مغزی درگذشت.